# Köprübaşı (Sarayköy)
Köprübaşı (türkisch für Brückenkopf) ist ein Dorf im Landkreis Sarayköy der türkischen Provinz Denizli. Köprübaşı liegt etwa 27 km nordwestlich der Provinzhauptstadt Denizli und 4 km nordwestlich von Sarayköy. Köprübaşı hatte laut der letzten Volkszählung 461 Einwohner (Stand Ende Dezember 2010).